# Asparagus fysonii
Asparagus fysonii är en sparrisväxtart som beskrevs av James Francis Macbride. Asparagus fysonii ingår i släktet sparrisar, och familjen sparrisväxter. Inga underarter finns listade i Catalogue of Life.